# بارزان
بارزان شهر کوچکی است در بخش بارزان شهرستان مرگه‌سور استان اربیل در کردستان عراق. این شهر در کنارهً سمت چپ رود زاب بزرگ و در ۱۲۰ کیلومتری شمال شهر اربیل و ۲۰ کیلومتری روستای زیبایی ئالکا قرار دارد.

## پیشینه
ناحیه بارزان نام منطقه‌ای است کوهستانی در کردستان عراق که بر اساس تقسیمات کشوری بخشی از استان اربیل می‌باشد و از دیرباز مسکن ایل بارزانی است. منابع تاریخی در سال ۱۵۹۶ میلادی از ناحیه بارزان به عنوان بخشی از مستملکات شاهزادگان بادینانی یاد کرده‌اند. این شهر در سال ۱۹۴۵ میلادی در پی لایحه‌ای در مجلس شورای عراق از تابعیت موصل جدا شده و به استان اربیل پیوست. این لایحه مربوط به عفو عمومی برای افراد ایل بارزان بود و در آن به درخواست بارزانی‌ها برای پیوستن به استان اربیل نیز پاسخ مثبت داده‌شد.
این شهر زادگاه ملا مصطفی بارزانی، از رهبران جنبش‌های کردی منطقه‌است. در بارزان بر سر آرامگاه ملا مصطفی بارزانی یک ساختمان مدور بزرگ ساخته شده‌است. که مرکز یادمانی بارزانی نام دارد.
در مارس ۱۹۷۴ مصطفی بارزانی با پشتیبانی محمدرضا شاه پهلوی، شاه ایران جنگ جدیدی علیه حکومت عراق آغاز کرد ولی در اوایل سال ۱۹۷۵ با امضا شدن معاهده ۱۹۷۵ الجزایر میان ایران و عراق بارزانی و شمار زیادی از بستگانش به ایران مهاجرت کردند.

پس از حمله ایالات متحده به عراق و سرنگونی حکومت بعث بسیاری از خانواده‌های بارزانی به بارزان بازگشتند. این مهاجران که دهه‌ها در ایران زندگی کرده‌اند فارسی را با لهجه سلیس صحبت می‌کنند و فرزندانشان مسلط به زبان فارسی هستند.